# Kontek
Kontek — монополярная кабельная линия на постоянное напряжение 400 кВ длиной 170 км, объединяющая энергосистему Германии с энергосистемой датского острова Зеландия. Название происходит от слов «континент» и аббревиатуры названия датской энергетической компании «Elkraft» — «ek», которая обслуживала острова Лолланн, Фальстер и Зеландия. Кабель обслуживается компаниями Energinet.dk в Дании и Vattenfall в Германии.
Kontek примечателен тем, что, в отличие от подобных линий как Baltic-Cable и Konti-Skan, все секции 119-километровой линии, находящиеся на земле в Фальстере, Зеландии и Германии выполнены с помощью подземного кабеля. Эта необычная мера, которая значительно подняла стоимость строительства Kontek, была сделана по практическим, а не техническим причинам. Получение разрешения для строительства воздушных линий может занять много времени, и, следовательно, подземные кабели использовались для гарантии срока сдачи линии.
Кабель Kontek начинается на преобразовательной станции в Бентвиш. Он тянется на 13 километров к Markgrafenheide на Балтийское море, где начинается 43-х километровый участок подводного кабеля к острову Фальстер. В этой части Kontek пересекает Baltic Cable. Kontek достигает Фальстера рядом городом Гедсер, и пересекает остров 50-ти километровым подземным кабелем. Далее, 7-ми километровая секция подводного кабеля пересекает море между Фальстером и Зеландией. 53-километровый подземный кабель на Зеландии заканчивается на преобразовательной станции в Bjaeverskov.
Kontek может передавать мощность до 600 МВт и находится в эксплуатации с 1996 года.
Линия Kontek выполнена маслонаполненным кабелем с бумажной изоляцией, с двумя медными жилами сечением 800 мм². Для лучшего контроля уровня масла, наземные участки кабеля Kontek разделены на секции длиной приблизительно 8 километров, которые отделены друг от друга стопорными муфтами. Вблизи этих муфт, на некотором расстоянии от кабельной трассы, есть автоматические подпиточные станции для контроля давления масла, температуры и других параметров кабеля. По техническим причинам 45-километровый подводный кабель через Балтийское море между Германией и Данией был выполнен цельным, без муфт.
Преобразовательная станция в Bjaeverskov была подключена к существующей подстанции 380кВ/110кВ. Для строительства преобразовательной станции в Бентвиш была выбрана новая строительная площадка, несмотря на то, что в одном километре к северу есть подстанция 220кВ/110кВ, которая была построена в ГДР. В 2002 преобразовательная станция в Бентвиш была расширена до подстанции 380кВ/110кВ и связана 110кВ-линией со старой подстанцией 220кВ/110кВ.